# Sophie Price
Hanne Sophie Price (født 14. januar 1833 i Sankt Petersborg, Rusland, død 6. september 1905) var en dansk balletdanserinde.
Hun var datter af Adolph Price og den engelskfødte danserinde Flora Mathilde Henriette Lewin (1813-1863), og søster til Juliette, Mathilde og Waldemar Price.
Hun var med i August Bournonvilles La Ventana. I 1849 havde  Bournonville koreograferet en dans, Pas des Trois Cousines, til de tre kusiner, Amalie, Juliette og Sophie Price, der dansede den til stor succes på Casino Teatret. Da Bournonville senere fik en bestilling til samme teater, skabte han i 1854 en spejldans til Juliette og Sophie Price. Og denne spejldans blev en af de berømteste i La Ventana.
I 1852 optrådte Sophie Price i Kermesse og Napoli, og i 1863 var hun med i Fjernt fra Danmark.